# Symbolische Führung
Dieser Artikel wurde auf der Qualitätssicherungsseite des Portals Soziologie eingetragen. Dies geschieht, um die Qualität der Artikel aus dem Themengebiet Soziologie auf ein akzeptables Niveau zu bringen. Hilf mit, die inhaltlichen Mängel dieses Artikels zu beseitigen, und beteilige dich an der Diskussion. (Artikel eintragen)
Der Ansatz der Symbolischen Führung ist ein modernes Konzept der Personalführung. Das Konzept setzt sich aus zwei Komponenten zusammen, der symbolisierten Führung sowie der symbolisierenden Führung (vgl. dazu ausführlich Oswald Neuberger (2002)). 

## Begriffe
Der Begriff Symbolische Führung kann leicht missverstanden werden. Mit dem Adjektiv „symbolisch“ kann der Eindruck erweckt werden, als sei diese Form der Führung nur vorgegeben, also nicht wirklich, als ginge es nur um die Vortäuschung von Führung oder eine Show. Das ist jedoch nicht gemeint. Führung und Führungshandeln sind nicht immer leicht durchschaubar oder zu beherrschen. Somit muss durch Führung und Führungshandeln ein Sinn vermittelt werden (vgl. auch Transformationale Führung). Die Bezeichnung symbolisch umfasst die beiden Aspekte sinngesteuerter Führung, nämlich symbolisierte und symbolisierende Führung. Symbol heißt im ursprünglichen Wortsinn „Zusammenfügung“. So diente früher ein zerbrochener Gegenstand (z. B. ein Ring oder ein Medaillon) als Erkennungszeichen, wenn sich die Teile beim Wiedertreffen zusammenfügen ließen. Dieses Grundelement findet man noch immer vor: Ein Symbol ist etwas Konkretes, Getrenntes wird zusammengefügt und es hat eine übertragene und damit über sich hinausweisende Bedeutung. Das, worauf ein Symbol verweist, muss nicht gegenwärtig sein. Es ist möglicherweise unsichtbar oder ungegenständlich Symbole stehen als etwas für etwas für jemand. So sind etwa Logos, Fahnen, Anstecknadeln, Pins ein Symbol für Zusammengehörigkeit oder Treue. „Symbole sind in diesem Zusammenhang als Zeichen zu verstehen, mit denen eine Vielzahl von Menschen ganz bestimmte gemeinsame Wertvorstellungen, Wünsche, Gefühle, Erinnerungsbilder, Bedeutungen etc. verbinden.“ (Lutz von Rosenstiel (1992), S. 55) Darüber hinaus vermittelt ein Symbol einen Sinn. Durch das Sinn-Bild leistet es Sinn-Stiftung. Sinn-Stiftung ist keine individuelle Leistung, sondern setzt soziale Verbindlichkeit und Verständlichkeit voraus. Welcher Sinn durch diese Vergegenständlichung ausgedrückt wird, ist durch bestimmte Deutungen festgelegt. Bei Symbolischer Führung (Führung als Symbol) soll jeder Handlung durch den Handelnden, also durch die Führungskraft, Bedeutung gegeben werden.

## Theorieelemente und führungstheoretische Aspekte
Jürgen Weibler (1995), S. 2018, stellt fest, dass „eine geschlossene Theorie zur Symbolischen Führung oder zum verwandten Begriff des Symbolischen Managements“ nicht vorliegt. Das ist unverändert der Fall. Symbolische Führung ist somit lediglich ein „Label“, das die unterschiedlichen Facetten der Führung mit Symbolen kennzeichnet. In diesem Zusammenhang besteht die Aufgabe des Führenden darin, eine gemeinsame Wahrnehmung und Interpretation der gegebenen Situation zu schaffen. Ziel ist, „dass daraus die Legitimation und der Wunsch erwachsen, gemeinsame Pläne in Angriff zu nehmen und zu verwirklichen. Dabei helfen Symbolisierungen wesentlich mit.“ (Rosenstiel (1992), S. 55)
Symbolische Führung ist vor allem dort wichtig, wo
- „Unsicherheit über das zu Erreichende besteht;
- Zweifel bei der Bewertung zu erreichender Ziele aufkommen;
- die Akzeptanz erhöht werden soll;
- Mitarbeiter inhaltlich durch den Vorgesetzten kaum noch gesteuert werden können;
- es fraglich ist, ob allgemeine Prinzipien automatisch das betriebliche Handeln legitimieren;
- Organisationen, z. B. in Krisen, insgesamt eine veränderte Identität gegeben werden soll oder muss;
- einzelne, bisher etablierte Ansichten/Bedeutungen/Ziele zu verändern sind;
- Führer und Geführte in einem verminderten persönlichen Kontakt zueinander stehen;
- eine Selbststeuerung bei Geführten erwünscht ist, diese sich jedoch in einem zuvor verbindlich definierten Rahmen zu bewegen hat;
- Loyalität, Commitment und Konsens wichtiger als Fachkenntnisse für den Erfolg sind;
- besonders Kollektive denn einzelne Individuen angesprochen werden sollen.“ (Weibler (1995), S. 2022)

Mit Symbolischer Führung lässt sich in derartigen Situationen eine gemeinsame Ausrichtung auf Ziele sichern und die Motivation zum gemeinsamen Handeln stärken.

## Die symbolisierte Führung
Die symbolisierte Führung kennzeichnet aus Vorgesetztensicht den eher passiven oder defensiven Aspekt symbolischer Führung. Sie unterstellt, dass Führung (Handlungssteuerung) in Fakten verborgen ist: Fakten sind in diesem Zusammenhang Kommunikation, Handlungen und Gesten sowie Objekte und Artefakte:
- Kommunikation, wie z. B. Sprachregelungen, Slogans, Reden, Anekdoten, wie etwa Legenden über Gründer und Unternehmer: Reinhold Würth, Steve Jobs etc.,
- Handlungen und Gesten, wie z. B. Traditionen, Rituale, Gewohnheiten, Bräuche, die etwa durch On-boarding neuer Mitarbeiter, Beurteilungen, Geburtstags- oder Jubiläumsfeiern, Incentive-Reisen etc. sichtbar werden,
- Objekte und Artefakte, wie z. B. Statussymbole, Logos, Abzeichen, Fahnen, Urkunden, Kontrolleinrichtungen, die sich durch Firmengebäude, Dienstfahrzeuge oder -kleidung etc. konkretisieren.

Handeln wird dadurch verlässlich kanalisiert. Damit wirken Vorgesetzte indirekt (mittelbar) auf ihre Mitarbeiter ein.

## Die symbolisierende Führung
Die symbolisierende Führung als zweite Komponente ist der aktive Teil der Symbolischen Führung. Hierbei sollen bedeutungshaltige Fakten verändert werden. Es geht also um das Entstehen neuen Sinns. Hier berührt die Symbolische Führung die sogenannte Transformationale Führung. Die Verbindung entsteht in der Implementierung und/oder Vereinheitlichung von Deutungsmustern im Team (geteilte mentale Modelle) und die Deutung der Gegenwart und der Zukunft für den Einzelnen. Die Aufgabe von Führung ist, den ‚richtigen‘ Sinn zu vermitteln bzw. für die ‚richtige‘ Deutung zu sorgen. So könnte beispielsweise die besondere Zimmergröße einer Führungskraft auch als Vergeudung oder Protz und nicht als Erfolgs- oder Machtnachweis und für Repräsentationszwecke geeignet gedeutet werden.

## Fazit
Symbolische Führung ergänzt die ‚klassische‘ Führung. Durch die Nutzung von Kommunikation, Handlungen und Gesten, Objekte und Artefakte bietet sie Grundlage und Anlass für einen Dialog mit den Mitarbeitern. In einem Umfeld, das zunehmend komplexer, mehrdeutiger, widersprüchlicher und vernetzter wird, ermöglicht sie Vereinfachung. Das unterstützt v. a. dort, wo eine direkte Steuerung von Mitarbeitern oder Organisationseinheiten nicht oder nur schwer möglich ist (z. B. räumlich, zeitlich, quantitativ). Marken, Logos, Rituale etc. verbinden Führung und Mitarbeiter. Symbolische Führung kann auch dort Verwendung finden, wo Unsicherheit oder Zweifel über das zu erreichende Ziel bestehen, wo die Akzeptanz erhöht werden soll, etwa in einem weit reichenden Veränderungsprozess, oder eine Selbststeuerung gewünscht ist. Führung kann damit also Unsicherheit reduzieren.
Weitere Beispiele für den Versuch ‚mentaler Programmierung‘ sind alle Führungssubstitute wie z. B. Führungsgrundsätze, 360°-Feedbacksystem, Balanced Scorecard, Möblierung eines Büros oder (in-)offizieller Dresscode oder sorgfältig inszenierte Vorstandsauftritte. Positiv ausgelegt, wird Führung dadurch sichtbar oder eben personifiziert.